# Guido Gezelle
Guido Pieter Theodorus Josephus Gezelle (1. květen 1830, Bruggy – 27. listopad 1899, Bruggy) byl vlámský katolický kněz, spisovatel, novinář a básník, klíčová postava vlámského národního obrození. Svá díla psal v západovlámském dialektu (West-Vlaams).

## Život
Roku 1854 byl vysvěcen na kněze a až do roku 1860 byl učitelem v Roeselare. Své studenty vedl k romantickým idejím vlámského nacionalismu, což se často nelíbilo vyššímu katolickému kléru. V roce 1860 se přestěhoval do (rodných) Brugg, kde se stal profesorem filozofie v Anglo-belgickém semináři.
Byl též vášnivým žurnalistou, proslulým svými výpady proti liberalismu, zejména v deníku t Jaer 30 ("Rok 30"). Roku 1865 založil i vlastní ilustrovaný týdeník, který se jmenoval Rond den heerd ("Okolo krbu"). Roku 1881 založil filologický časopis Loquela, neboť ho jazykověda velmi zajímala, i z důvodů nacionálních. Podobně jako jiní národní romantici té doby se také živě zajímal o folklór.
Do literatury vstoupil roku 1858 dvěma sbírkami vydanými krátce po sobě Kerkhofblommen ("Hřbitovní kvítí") a Dichtoefeningen ("Básnická cvičení"). Jeho poezie vyjadřovala opojení z krásy světa a stvoření i vášnivou lásku k Bohu, ale roku 1872 se ocitl na pokraji nervového zhroucení. Církev na to reagovala tím, že ho přeložila do Kortrijku, kde se stal kaplanem. Zde našel znovu klid a rovnováhu a obnovil svůj zájem o poezii. Intenzivně ji psal zejména od roku 1877 až do své smrti. V této době vytvořil svá klíčová díla (sbírky Tijdkrans ("Věnec času"), Rijmsnoer ("Šňůra veršů"), Laatste verzen ("Poslední verše")). Jejich poezie je mnohem promyšlenější a klidnější než v raných dílech. Roku 1886 publikoval vynikající překlad Longfellowovy "Písně o Hiawathovi" a do Brugg se vrátil až roku 1899, těsně před smrtí.